# Kaduwela
'
Kaduwela' (Singalès: කඩුවෙල, Tamil: கடுவெலை) és un suburbi de Colombo al Districte de Colombo, Província Occidental, Sri Lanka. És localitzat aproximadament a 16 km del centre de la ciutat a la carretera entre Colombo i Avissawella i aproximadament a 18 km de Kollupitiya a la Carretera Nova de Kandy

## Etimologia
Kaduwela fou al principi Kadudevola, nom compost de Kadu (espasa) i Devola (altar). Fou la ubicació d'una capella de la deessa Pattini, enllaçada a una espasa daurada utilitzada en un ritual. La capella és anomenada Purana Rankadu Pattini Maha Devale (antic gran santuari de l'espasa daurada Pattini).
En una altra possibilitat Kaduwela senzillament significa el camp d'arrossar de la jungla. Kadu significa jungla i wela significa camp d'arrossar. Hi ha també un altre Kaduwela a la divisió Ukuwela del districte de Matale, Província Central.
Raja Sinha I va derrotar els portuguesos a Mulleriyawa i va construir un fort a Kaduwela el 1559 per defensar la ruta cap a Sitawaka. Sembla que abans hi havia una petita posició però sense cap fortificació. El fort es va dir Kottugodella (fortalesa del turó). El 1632 els portuguesos la van reconquerir i en alguns moments hi van tenir alguns homes destacats; també els holandesos hi van establir guarnicions temporals. Segons Robert Percival del 19è Regiment a Peu, durant la revolta singalesa de 1795 contra els holandesos, s'hi van establir i van reconstruir el fort que aleshores devia estar abandonat. Els britànics després de ser derrotats en laprimera Guerra de Kandy hi van establir una guarnició permanent que el 1803 era de 25 sepoys i 50 lascarins, més tard reforçats per una tropa mixta de topes europees i sepoys sota el capità Charles Wilkinson Mercer del 51è Regiment, abans de la batalla de Hanwella.

## Consell municipal
Kaduwela té un Consell Municipal. L'Àrea del Consell municipal comprèn tres ciutats principals: Battaramulla (que és la ciutat principal), Kaduwela i Athurugiriya. Altres ciutats que pertanyen a l'àrea municipal són:
- Malabe
- Koswatte
- Pelawatte
- Kalapaluwawa
- Hokandara
- Ranala
- Wickramasinghapura